# 송산중학교 (충남)
송산중학교(松山中學校)는 대한민국 충청남도 당진시 송산면 도문리에 있는 공립 중학교이다.

## 학교 연혁
- 1981년 1월 19일 : 송산중학교 설립인가(12학급)
- 1981년 3월 6일 : 개교
- 1984년 2월 11일 : 제1회 졸업식
- 1992년 3월 1일 : 9학급 인가
- 2023년 3월 1일 : 제23대 이희진 교장 부임
- 2024년 2월 7일 : 제41회 졸업식(3학급 73명)
- 2024년 3월 4일 : 제44회 입학식(3학급 70명)
- 2025년 2월 7일 : 제42회 졸업식(3학급 74명)
- 2025년 3월 4일 : 제45회 입학식(3학급 67명)

## 참고 자료
- 송산중학교 - 한국교육학술정보원 학교알리미